# Barbuda
Barbuda (engelska: Barbuda Island) är en ö i Antigua och Barbuda i Karibien. Barbuda ligger cirka 60 kilometer norr om landets huvudstad Saint John's och utgör en parish.
Ön hade i september 2017 ungefär 1 700 invånare varav de flesta bodde i Codrington. När orkanen Irma förstörde nästan alla byggnader på ön flydde befolkningen. Bara cirka 100 personer finns kvar.
Barbuda har en area på 161 kvadratkilometer och dess högsta punkt ligger 44 meter över havet.